# Sweden Made Me
Sweden Made Me är en popklubb som arrangeras i den engelska staden Brighton. Klubben spelar huvudsakligen svensk musik, och mestadels alternativ pop, rock och indiepop. Klubben arrangerades mellan 2004 och 2008, men startar igen i november 2012 på puben The West Hill.